# Nik Abdul Aziz Nik Mat
Nik Abdul Aziz Nik Mat, né le 10 janvier 1931 à Kota Bharu et mort le 12 février 2015 dans la même ville, est un érudit musulman et homme politique malaisien.
Député au Parlement malaisien pour le Parti islamique malaisien (PAS) de 1967 à 1986, il quitte la politique fédérale et se fait élire à l'Assemblée législative du Kelantan en 1986. En 1990, il est nommé ministre en chef du Kelantan, poste qu'il conserve jusqu'en 2013. Ses 23 années passées à la tête de l'État voient notamment l'adoption d'un code pénal islamique dont l'application est suspendu par le gouvernement fédéral.